# Bäckerjungensage

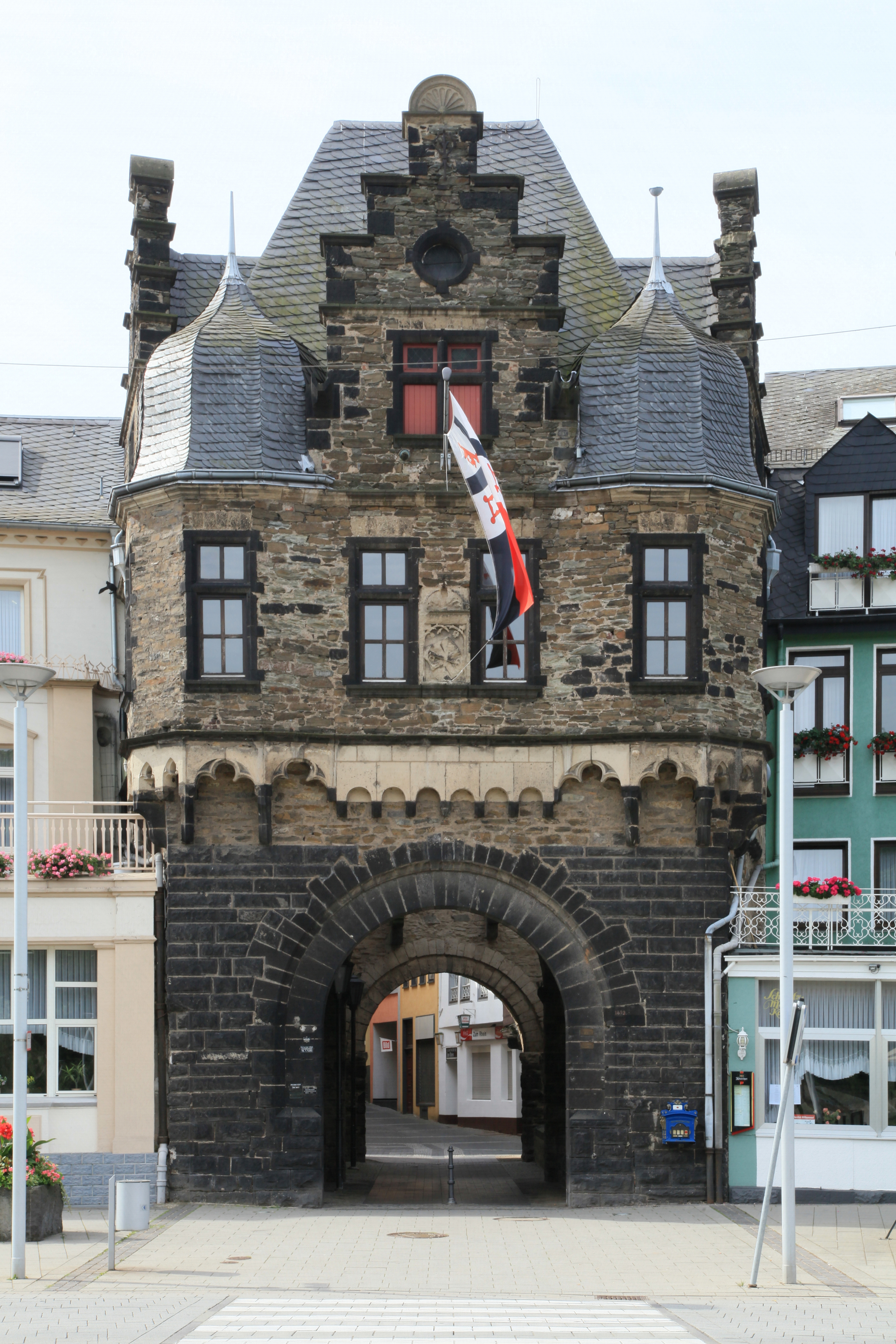
Andernacher Rheintor, um 1200 als Korenporzen erbaut, 1899 nach Plänen des 17. Jahrhunderts restauriert

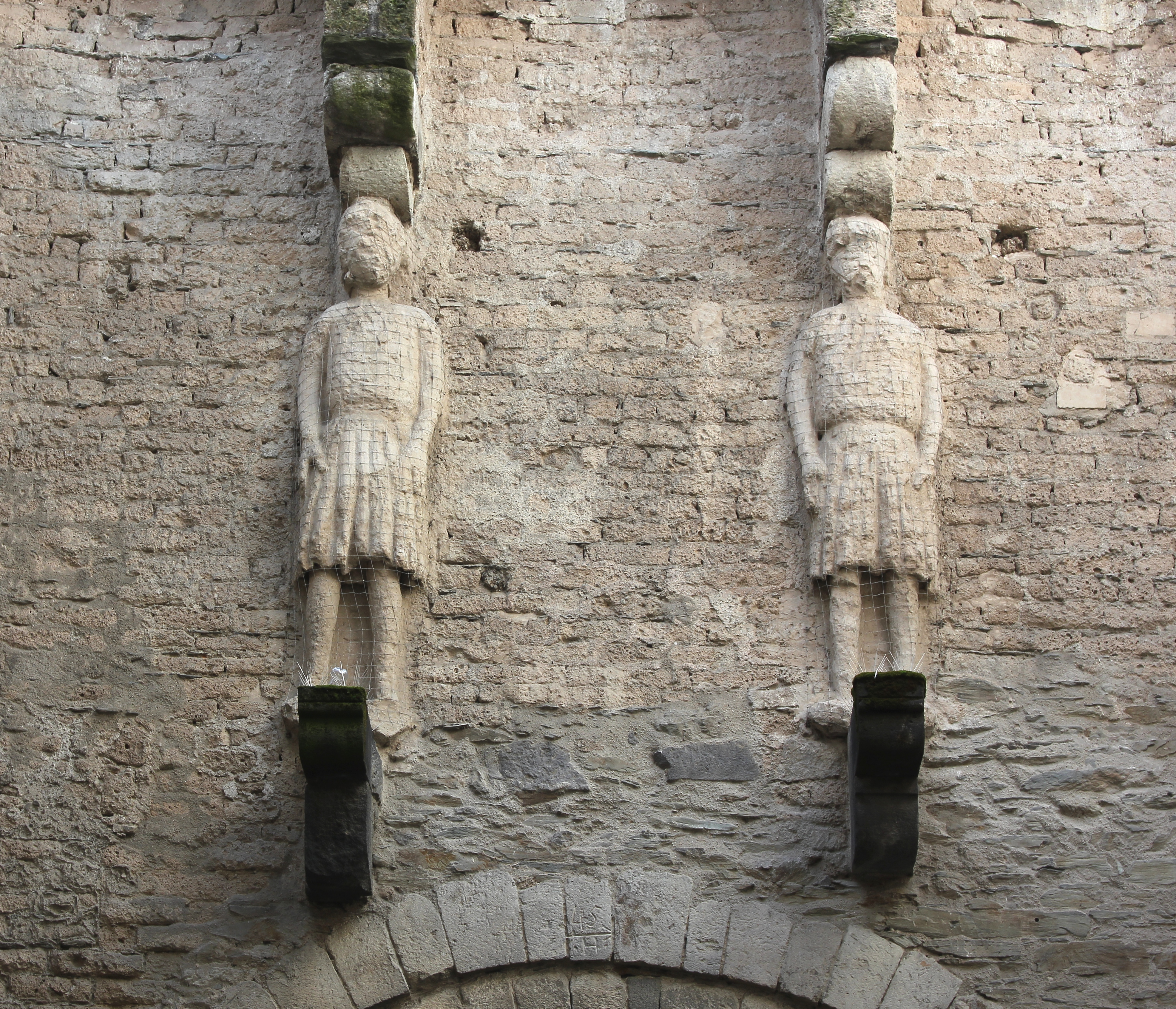
Die sogenannten Bäckerjungen im Inneren des Rheintors

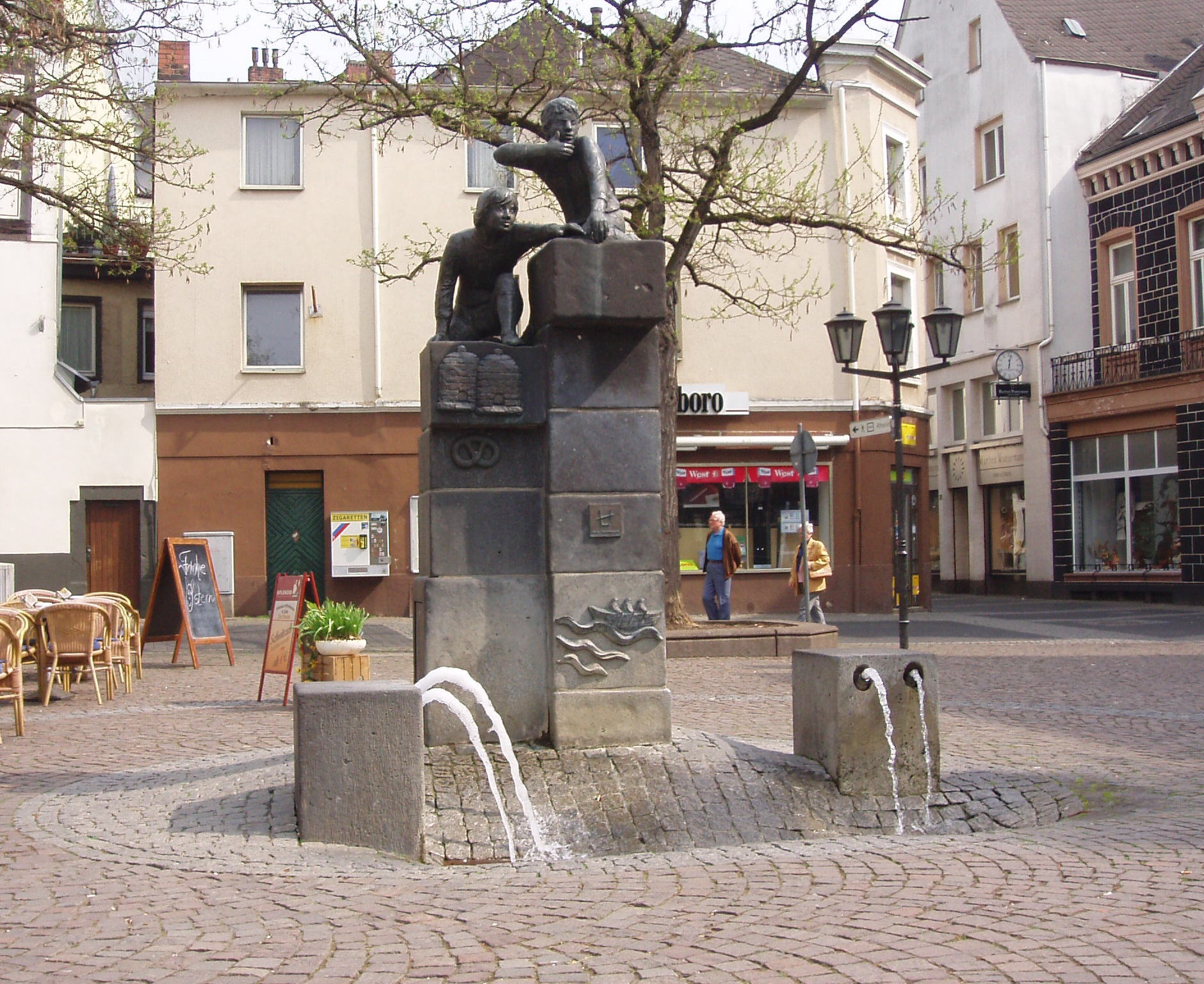
Bäckerjungenbrunnen auf dem Marktplatz

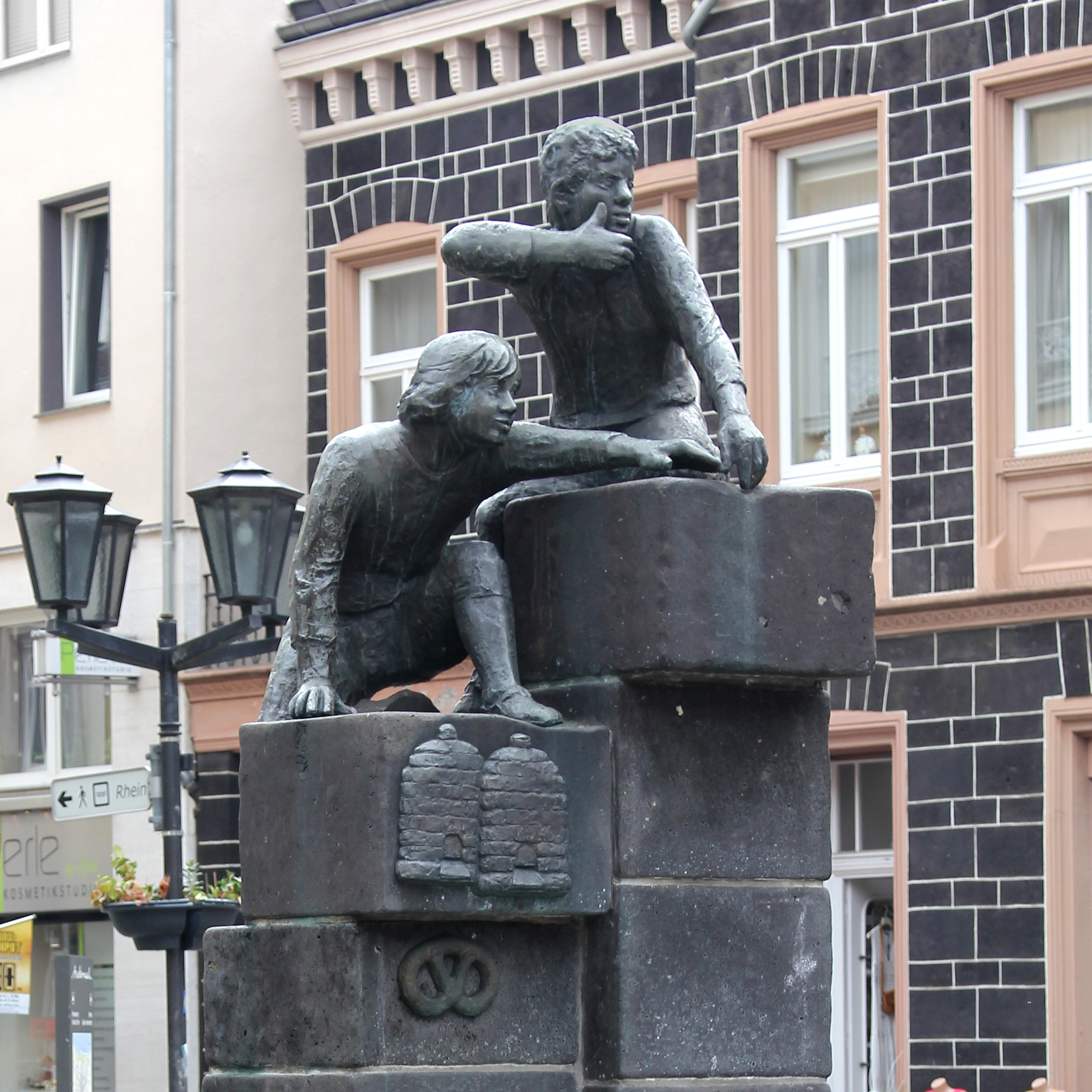
Skulptur auf dem Brunnen, Blick von Südwest

Die Bäckerjungensage ist eine auf drei historischen Ereignissen beruhende Sage aus Andernach, seit der Mitte des 19. Jahrhunderts in Form mehrerer Gedichte, später auch in Prosa und als Aufführung. Der Stoff stammt nicht aus dem Volksmund, sondern hat einen literarischen Hintergrund.

## Die Bäckerjungensage und frühere Geschichten
Karl Simrock, Germanistikprofessor aus Bonn, veröffentlichte die Erzählung in der 1869er Ausgabe seiner Rheinsagen.
Bereits 1855 hatte der Andernacher Wilhelm Reuter ein Gedicht mit dem gleichen Sujet veröffentlicht. Danach wollten sich die Linzer an den Andernachern wegen der Rückverlegung des Rheinzolls nach Andernach durch einen nächtlichen Überfall rächen, der durch zwei wache Bäckerjungen – der Rest der Stadt schlief – vereitelt wurde, indem sie die bereits mit dem Rammbock in Position stehenden Angreifer mit Bienenkörben bewarfen und außer Gefecht setzten. Die Stadtwache wurde per Sturmglocke auf die Mauern alarmiert, sodass die Linzer nun keine Möglichkeit mehr hatten, als ziemlich zerstochen mit blutigen Nasen abzuziehen. Historisch gab es keinerlei Zwist zwischen den beiden Städten, in denen der Erzbischof eine eigene Stadtburg hatte.
Noch interessanter wird die Geschichte, wenn man die Vorläuferversion der Sage liest, die der Koblenzer Friedrich Wilhelm Carové 1816 mit anderen Geschichten den Brüdern Grimm schickte. Seiner Ansicht nach sind die Gestalten im Rheintor Bierbrauer, die im Schwedenkrieg die Stadt dadurch gerettet haben sollen, dass sie heißes Wasser auf die angreifenden Schweden schütteten, die 1633 zum zweiten Male Andernach – dieses Mal vergeblich – einnehmen wollten. Diese „Bierbrauer-Version“ einer Andernacher Rettungssage bezieht sich im Gegensatz zur später etablierten „Bäckerjungensage“ auf das erwähnte tatsächliche Ereignis, das rein theoretisch so oder ähnlich abgelaufen sein konnte, abgesehen von der Tatsache, dass die Steinfiguren im Rheintor ersichtlich weder Bäckerjungen noch Bierbrauer waren oder sind und nie mit irgendeinem Angriff zu tun hatten.
Niemand weiß allerdings, von wo Carové, der 1816 in Andernach Einnehmer der Rheinschifffahrtsgebühren war, die Geschichte bezog. Zu seiner Zeit war die Bäckerjungensage noch nicht entstanden. Bei den Tuffsteinfiguren im Rheintor handelt es sich, für jedermann deutlich sichtbar, um zwei Kriegerfiguren aus spätromanischer Zeit im 13. Jahrhundert. Sie fungieren als symbolische Wächter der Stadt und wurden möglicherweise schon bei oder kurz nach Errichtung des Tores dort aufgestellt.

## Historischer Hintergrund
Die Sage vermischt drei historische Ereignisse miteinander, die nichts miteinander zu tun haben:
- 1365 hatte der Kölner Erzbischof Engelbert III. von der Mark den einträglichen Zoll von Andernach nach Linz verlegt. Ursache dazu war die zunehmende Gegnerschaft zwischen Stadt und Bischof. Als die Andernacher in der Folge die erzbischöfliche Burg stürmten und zerstörten, wurde die Stadt 1367 von den Truppen des Bischofs belagert und schließlich auch erobert.

- 100 Jahre später, im Burgundischen Krieg (1474–1477) stand Andernach auf der Seite des Erzbischofs Hermann IV. von Hessen (erzstiftlicher Administrator für Ruprecht von der Pfalz), dem es rechtlich unterstand, und unterstützte diesen und Kaiser Friedrich III. gegen den Burgunderherzog Karl I. den Kühnen mit 150 Büchsenschützen. Diese hatten die Aufgabe, eine Erdbefestigung bei Kripp gegenüber der Stadt Linz zu verteidigen, die sich auf die Seite Karls des Kühnen geschlagen hatte. Als burgundische Truppen am 16. Februar 1475 die Erdbefestigung mit einer Kanone von Linz aus beschossen, wurden um die 150 Andernacher Schützen durch die Explosion ihres eigenen Pulvermagazins getötet. Aus Dankbarkeit für den Blutzoll verlegte der Kaiser im selben Jahr den Rheinzoll nach Andernach zurück und stiftete einen kaiserlichen Altar im Dom. Daraus leitete Simrock den Zwist zwischen Andernach und Linz ab, den es nicht gab, denn die Andernacher provozierten seinerzeit den Unmut des Erzbischofs, der auf seine Art mit Belagerung der Stadt, Wiederaufbau der Burg durch die Stadt und Zollentzug antwortete. Durch die für Andernach verlustreiche Unterstützung von Erzbischof und Kaiser 100 Jahre später erhielt die Stadt als Anerkennung den Rheinzoll zurück. Die Stadt Linz konnte unter diesen Umständen nicht erwarten, dass Erzbischof und Kaiser als ihr Gegner nicht zu ihren Ungunsten reagierten.

- Das dritte in die Sage eingewobene historische Ereignis war der Überfall durch den brabanter Heerführer Olivier van den Tempel (Olivier van den Tympel, 1540–1603) auf die Stadt in den Wirren nach dem Kölner Krieg (1583–88), auch truchsessischer Krieg genannt, bei dem die Kornpforte (Rheintor) 1591 teilweise zerstört wurde. Oberst van den Tempel war mit Truppen aus den Niederlanden an den Rhein gekommen, um den südlichen Teil des Erzbistums im Auftrag des nach den Niederlanden geflohenen Erzbischofs Gebhard I. von Waldburg gegen seinen Nachfolger Ernst von Bayern zu bekämpfen. Der Überfall scheiterte am Widerstand der Andernacher Bürger. Diese Geschichte lieferte die Grundlage zum Angriff auf das Rheintor und hatte mit Linz nichts zu tun.

Die Bäckerjungen von Andernach haben auch Namen, „Fränzje“ und „Döres“ („Fränzchen und Theodor“). Nach der Sage waren sie alleine wach – im Gegensatz zu den übrigen Andernachern, die abends gerne feierten und lange ausschliefen, weswegen sie „Andernacher Siebenschläfer“ (im örtlichen Dialekt, dem „Annenache Platt“: Annenache Siwweschlööwe) genannt wurden. So konnten die beiden durch gezielte Bienenkorbwürfe und Alarmieren der Stadtwache den Angriff vereiteln.

## Simrocks Bäckerjungen
Die Andernacher schlafen lange;
Im Schlafe schlägt man keinen tot;
Doch vor den Linzern weicht ihr bange
Zur Seite, weil euch Todschlag droht.
Einst hatte zwischen Andernachern
Und Linzern lange Krieg getobt;
Ihr wißt, daß mit den Widersachern
Noch heut kein Mädchen sich verlobt.
„Gesegnen wirs den Siebenschläfern!“
Hieß es zu Linz beim Morgenschein.
„Wohlauf, so soll den faulen Schläfern
Das letzte Brot gebacken sein.“
Die Rechnung ohne Wirt zu machen
Das widerrät ein altes Wort.
Denn wenn auch alles schläft, so wachen
Die Bäcker doch am faulsten Ort.
„Den Bäckern dürfen wir vertrauen;
Sie stehn, das Brot zu backen, auf;
Wenn sie den Feind von fern erschauen,
So wecken sie uns in den Kauf.“
Hierbei blieb eins nur unerwogen;
Daß Bäcker auch und Bäckerskind
Nicht aus der Ferne hergezogen,
Nein, selber Siebenschläfer sind.
Wenn sie das Brot gebacken haben,
So liegen sie davor gestreckt,
Am Morgenschlummer sich zu laben,
Wenn schon der Feind die Zähne bleckt.
Den Linzern wär der Streich gelungen,
Sie äßen Andernacher Brot,
Wenn nicht zwei fremde Bäckerjungen
Den Meistern halfen aus der Not.
Sie waren auf den Turm gelaufen
Und standen, frischen Honigs satt;
Da sahen sie den Linzer Haufen,
Der überrumpeln will die Stadt.
Doch als sie jetzt ans Stadtthor rücken,
Was war der Bäckerknaben Gruß?
Die Bienenkörb in tausend Stücken
Schleudern sie ihnen vor den Fuß.
Da stechen ungezählte Summer,
Und hundert töten einen Mann;
Gewiß, da zog die beste Nummer,
Wer noch mit heiler Haut entrann.
Die Jungen zerren an den Glocken,
Auf stehn die Andernacher Herrn;
Sie finden in die Milch zu brocken,
Doch keinen Feind mehr nah und fern.
„Wir hatten trefflich uns gebettet;
Ja, solche Wacht empfahl Vernunft;
Und hat kein Bäcker uns gerettet,
So thats die junge Bäckerzunft.“
Kommt ihr ins Thor, ihr seht inwendig
Noch heut die Bäckerjungen stehn.
Und halten sie die Wacht beständig,
Kein Linzer läßt sich leicht mehr sehn.
Quelle: Karl Simrock: Rheinsagen – aus dem Munde des Volkes und deutscher Dichter. Zehnte Auflage. Eduard Weber's Verlag (Julius Flittner), Bonn 1891